# Mokhós
Mokhós är en ort i Grekland.   Den ligger i prefekturen Nomós Irakleíou och regionen Kreta, i den sydöstra delen av landet, 300 km söder om huvudstaden Aten. Mokhós ligger 398 meter över havet och antalet invånare är 1 132.
Terrängen runt Mokhós är kuperad åt nordväst, men åt sydost är den bergig. Havet är nära Mokhós norrut. Runt Mokhós är det ganska tätbefolkat, med 108 invånare per kvadratkilometer. Närmaste större samhälle är Mália, 4,2 km nordost om Mokhós. 